# Max Karl Slebioda
Max Karl Slebioda (* 1922; † 20. oder 21. Jahrhundert) war ein deutscher Fußballspieler.

## Karriere
Slebioda gehörte Holstein Kiel als Mittelfeldspieler an und bestritt in der Saison 1941/42 Punktspiele in der Gauliga Nordmark, eine von zunächst 16, im späteren Verlauf auf 23 aufgestockten, Gauligen als einheitlich höchste Spielklasse im Deutschen Reich. Von 1942 bis zur vorzeitig beendeten Saison 1944/45 kam er in der Gauliga Schleswig-Holstein zum Einsatz und gewann zweimal die Gaumeisterschaft. Während dieser Zeit wurde er 1943 in vier Spielen der Endrunde um die Deutsche Meisterschaft und in zwei Spielen des im Jahr 1935 eingeführten und 1943 letztmals durchgeführten Wettbewerbs um den Tschammerpokal eingesetzt. In der Meisterschaft bestritt er die beiden Spiele der Qualifikationsrunde gegen die TSG Rostock sowie das Achtel- und Viertelfinale gegen den Berliner SV 1892 und den FC Schalke 04; nach der 1:3-Halbfinalniederlage gegen den späteren Deutschen Meister Dresdner SC schied seine Mannschaft aus. Im Pokalwettbewerb bestritt er das mit 5:4 gegen Eintracht Braunschweig gewonnene Erstrundenspiel sowie das mit 3:0 bei Hertha BSC gewonnene Achtelfinale. Das Aus ereilte seine Mannschaft im Viertelfinale, das im eigenen Stadion mit 2:4 gegen den LSV Hamburg verloren wurde.
Nach dem Ende des Zweiten Weltkrieges spielte er die Saison 1945/46 und 1946/47 in der Bezirksliga Schleswig-Holstein innerhalb der Britischen Zonenmeisterschaft. Von 1947 bis 1953 war seine Mannschaft in der Oberliga Nord, der seinerzeit höchsten deutschen Spielklasse vertreten.

## Erfolge
- Gaumeister Schleswig-Holstein 1943, 1944

## Sonstiges
Sein Vater Max Kurt Slebioda († 1935) spielte – ebenfalls für Holstein Kiel – von 1923 bis 1928 Fußball.